# جنيفر رانكين
جنيفر رانكين (بالإنجليزية: Jennifer Rankin)‏ هي كاتبة مسرحية وكاتِبة وشاعرة أسترالية، ولدت في 18 نوفمبر 1941 في سيدني في أستراليا، وتوفيت في 8 ديسمبر 1979 في أستراليا.